# إرنست هال (لاعب كرة قدم)
إرنست هال (بالإنجليزية: Ernest Hall) هو لاعب كرة قدم بريطاني (وحمل سابقاً جنسية المملكة المتحدة لبريطانيا العظمى وأيرلندا) في مركز قلب الدفاع، ولد في 6 أغسطس 1916 في المملكة المتحدة، وتوفي في 1944. لعب مع برايتون أند هوف ألبيون وستوك سيتي ونيوكاسل يونايتد.